# Улица Декабрьских Событий
Улица Дека́брьских Собы́тий (прежние названия — Моско́вская, Ла́нинская) — улица в историческом центре и Правобережном округе Иркутска, одна из старейших улиц города. Расположена между параллельными ей улицами Карла Либкнехта и Франк-Каменецкого. Начинается от пересечения с Нижней набережной, напротив Московских Триумфальных ворот, заканчивается пересечением с Советской улицей.

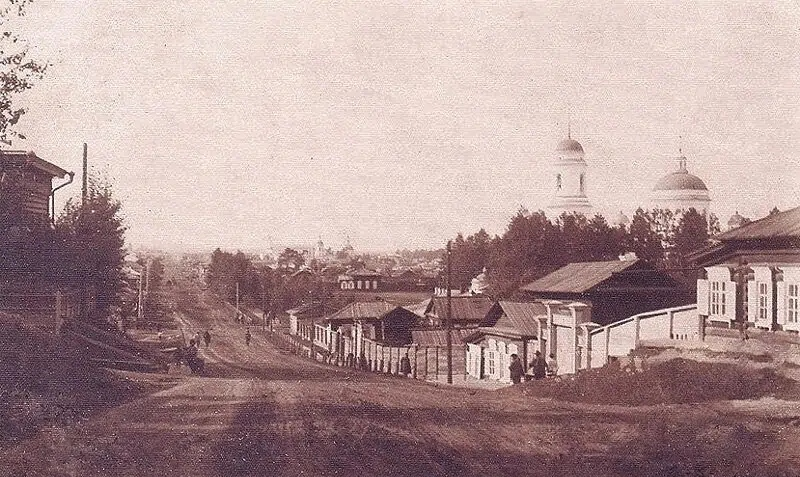
Июль 1910 года, справа видна Успенская церковь

## История
Одна из самых старых улиц в Иркутске. После постройки Московского тракта получила название Московской, а позднее стала называться Ланинской по имени иркутского купца и промышленника Ланина. 
24 июня (6 июля) 1891 года во время своего визита в Иркутск по улице проезжал цесаревич Николай Александрович, направляясь на смотр войск местного гарнизона.
В 1920 году улица Ланинская была переименована в улицу Декабрьских Событий в память о декабрьских боях 1917 года.
24 ноября 2013 года по улице Декабрьских Событий прошла эстафета Олимпийского огня.

## Общественный транспорт
Улица Декабрьских Событий является одной из транспортных артерий города, по ней осуществляют движение трамваи, автобусы и маршрутные такси.

## Достопримечательности
- Музей-усадьба В. П. Сукачёва. Улица Декабрьских Событий, 112б.
- Памятник воинам-интернационалистам на площади Декабристов.
- Дом, в котором родился и жил с 1902 по 1918 год знаменитый советский авиаконструктор Камов Николай Ильич. Улица Декабрьских событий, дом 20. На доме установлена мемориальная доска.
- Фонтан на площади Конституции у Дворца Бракосочетания.